# Henrik Ivarsson
Elis Henrik Ivarsson, född den 26 augusti 1923 i Ljushults församling, död den 17 juni 1974 i Solna, var en svensk präst. Han var son till John Ivarsson och far till Malena Ivarsson. 
Ivarsson blev efter studier i Halmstad student vid Lunds universitet 1944. Han avlade där teologisk-filosofisk examen 1945, teologie kandidatexamen 1949 och teologie licentiatexamen 1954. Ivarsson promoverades till teologie doktor 1957. Han prästvigdes för Göteborgs stift 1949 och blev församlingssekreterare i Svenska kyrkans diakonistyrelse 1957. Han var expert i 1958 års utredning om förhållandet mellan kyrka och stat 1960–1963 och lärare i homiletik vid Uppsala universitet 1960–1967. Ivarsson blev kyrkoherde i Råsunda församling 1963. Han är begravd på Solna kyrkogård.